# Detunda manxifera
Detunda manxifera là một loài bướm đêm trong họ Geometridae.